# Sally Potter
Charlotte Sally Potter (Londres, 19 de septiembre de 1949) es una directora de cine, guionista y actriz británica especialmente conocida por Orlando con la que ganó el premio del público a la mejor película del Festival de Cine de Venecia.

## Carrera

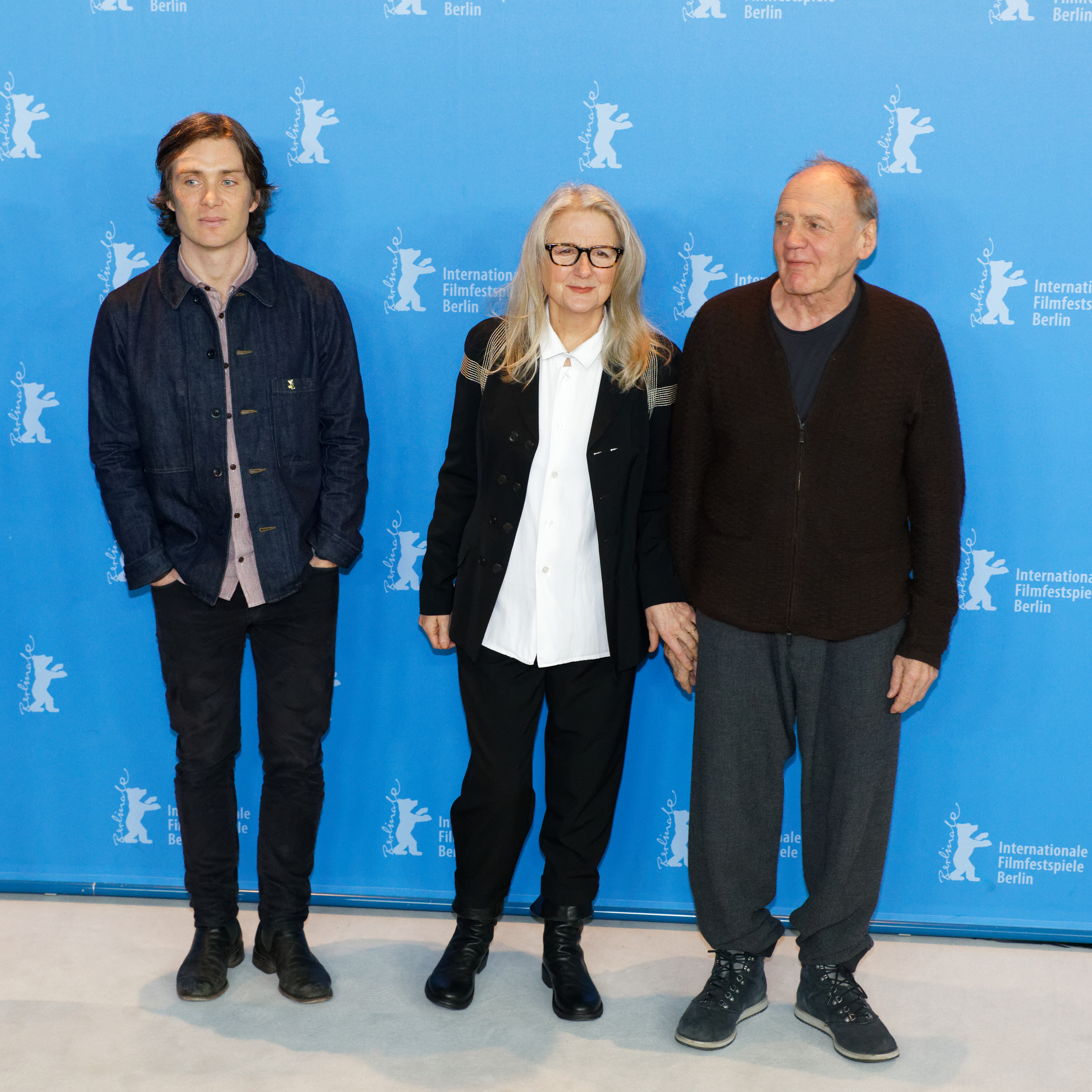
Sally Potter entre Cillian Murphy y Bruno Ganz en la Berlinale (2017).

Potter empezó a realizar películas a la edad de 14 años, cuando uno de sus tíos le regaló una cámara de vídeo. Eventualmente abandonó sus estudios para dedicarse a la dirección. En 1970 se unió a la organización London Film-Makers' Co-op donde empezó a realizar películas experimentales. En 1979 dirigió un corto llamado Thriller, que se convirtió en un suceso en su país. En 1983 dirigió su primer largometraje, The Gold Diggers (1983), protagonizada por Julie Christie. 
Como directora de la internacionalmente distribuida Orlando (1992), Potter obtuvo gran apreciación de la crítica por su dirección y su guion. Protagonizada por Tilda Swinton, la película se basó en la novela del mismo nombre de Virginia Woolf y fue adaptada a la pantalla grande por la misma Potter. Tras su exitosa dirección en Orlando, Potter ha dirigido las películas The Tango Lesson (1997), The Man Who Cried (2000), Yes (2004), Rage (2009), Ginger & Rosa (2012) y The Party (2017). Fue nombrada Oficial de la Orden del Imperio Británico en 2012.

## Filmografía

### Largometrajes
- The Gold Diggers (1983)
- Orlando (1992)
- The Tango Lesson (1997)
- The Man Who Cried (2000)
- Yes (2004)
- Rage (2009)
- Ginger & Rosa (2012)
- The Party (2017)
- The Roads Not Taken (2020)

### Cortos y experimentales
- Jerk (1969)
- Hors d'oeuvres (1970)
- Black & White (1970)
- Play (1970)
- Thriller at Women Make Movies (1979)
- London Story at Women Make Movies (1980)

## Premios y distinciones
Festival Internacional de Cine de Venecia
| Año  | Categoría            | Película | Resultado |
| ---- | -------------------- | -------- | --------- |
| 1992 | Premio Elvira Notari | Orlando  | Ganadora  |
| 1992 | Premio OCIC          | Orlando  | Ganadora  |